# Sphex incomptus
Sphex incomptus là một loài côn trùng cánh màng trong họ Sphecidae, thuộc chi Sphex. Loài này được Gerstaecker miêu tả khoa học đầu tiên năm 1871.